# Нуца Бузаладзе
Нуца Бузаладзе (груз. ნუცა ბუზალაძე; нар. 28 січня 1997, Тбілісі, Грузія) — грузинська співачка й авторка пісень. Представниця Грузії на Пісенному конкурсі Євробачення 2024.

## Біографія

### Раннє та особисте життя
Нуца Бузаладзе народилася в Тбілісі, але виросла а Туреччині. З 5 років вона виступала в складі дитячої групи, а потім була провідною вокалісткою та гітаристкою в ансамблі. Співачка також брала уроки фортепіано з 8 років.
Бузаладзе жила в Лос-Анджелесі, де отримала музичний досвід, і в Дубай, який є її постійним місцем проживання з 2024 року.

### Кар'єра
Співачка почала сольну кар'єру у 2011 році, коли брала участь у шоу Georgia's Got Talent. У 2014 році вона привернула міжнародну увагу, коли представляла Грузію на музичному фестивалі Нова Хвиля, що проходив у Юрмалі, Латвія, де Бузаладзе здобула перемогу. Протягом наступних років вона брала участь у телепередачах The Voice of Turkey, Two Stars Georgia та грузинських версіях Your Face Sounds Familiar і Dancing with the Stars. Нуца також співпрацювала з турецькою співачкою Хадісе, яка була її тренером на The Voice of Turkey.
У 2017 році Нуца Бузаладзе випустила пісню «White Horses Run», з якою посіла друге місце на грузинському відборі на Пісенний конкурс Євробачення 2017. У 2019 році випустила свій дебютний EP Nutsa22, що містить кавери на грузинські пісні та композиції англомовних авторів. Після цього Бузаладзе випустила проривний хіт «Gelodebi».
У 2020 і 2021 роках брала участь у російському шоу Ну-ка, все вместе!. Бузаладзе також виступала на Expo 2020 у Дубаї, та в Дубайському національному театрі й Дубайській опері. Вона змагалася в категорії «Міжнародні виконавці» на конкурсі албанської пісні Kënga Magjike 2021, де посіла друге місце. У сезоні 2023 року Нуца брала участь у шоу American Idol, де потрапила до топ-12.
12 січня 2024 року її оголосили представницею Грузії на Пісенному конкурсі Євробачення 2024 у Мальме, Швеція.

## Дискографія

### EP
| Назва   | Деталі                                                                |
| ------- | --------------------------------------------------------------------- |
| Nutsa22 | - Вийшов: 1 травня 2019 - Формат: Онлайн, прослуховування в інтернеті |

### Сингли
| Назва                | Рік  | Альбом або EP         |
| -------------------- | ---- | --------------------- |
| «White Horses Run»   | 2017 | Nutsa22               |
| «Nu mousmen»         | 2019 | Не входить до альбому |
| «Ertad gvinda»       | 2019 | Не входить до альбому |
| «Gelodebi»           | 2019 | Не входить до альбому |
| «Guls rom ukvarde»   | 2019 | Не входить до альбому |
| «Tetri ghame»        | 2020 | Не входить до альбому |
| «Gatendes»           | 2021 | Не входить до альбому |
| «Net»                | 2021 | Не входить до альбому |
| «We Are One»         | 2021 | Не входить до альбому |
| «Sul es aris»        | 2021 | Не входить до альбому |
| «You Broke My Heart» | 2021 | Не входить до альбому |
| «Let U Go»           | 2022 | Не входить до альбому |
| «Alive»              | 2023 | Не входить до альбому |
| «L.O.V.E»            | 2023 | Не входить до альбому |